# Alphonse Balleydier
Alphonse Victor Chrétien Balleydier, barón del Imperio austrohúngaro y más conocido como Alphonse Balleydier (Lyon, 15 de enero de 1810-ibídem, 10 de noviembre de 1859), fue un escritor, historiador e historiógrafo francés.
Hijo de Gaspard Prosper Balleydier y Marie-Antoinette de Hell, fue autor de numerosas publicaciones sobre el acontecer de la Revolución francesa en Lyon. Asimismo, escribió cuentos y novelas.